# Soto Bandung

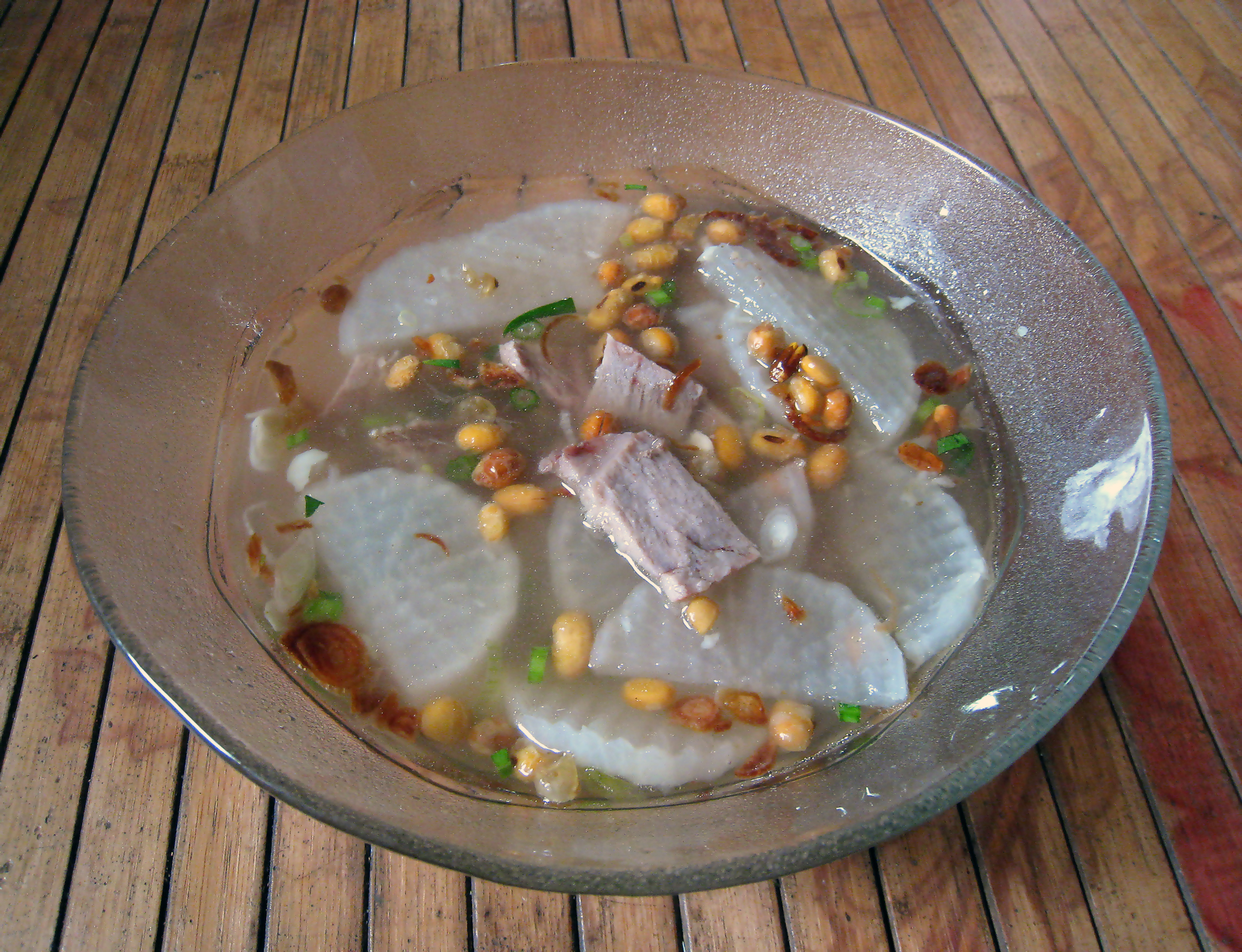
Soto Bandung

Soto Bandung is een traditioneel Soendanees gerecht, afkomstig uit de Indonesische provincie West-Java. Het is een soepgerecht, dat bestaat uit een krachtige, heldere bouillon, gevuld met rundvleesreepjes, pinda's en plakjes van radijs (Indonesisch: lobak). Het is meestal erg gekruid met behulp van  groene pepers (sambal).